# Flachgräber bei Basedow
Die Flachgräber bei Basedow stammen aus der Bronzezeit. Sie liegen bei Basedow im Landkreis Mecklenburgische Seenplatte (Mecklenburg-Vorpommern) und wurden in der Nähe einer Steinkiste gefunden. Etwa 5,0 Kilometer entfernt wurde ein zweites Gräberfeld aufgedeckt. Die Gegend um Basedow ist reich an vorgeschichtlichen Gräbern. Hierzu gehören auch die beiden Großdolmen der Großsteingräber bei Basedow und mehrere Dutzend Grabhügel.
Fundstelle ist der „Fuchsberg“, der Kamm eines Höhenrückens zwischen den Niederungen am See und dem Moor. Hier wurden 1898 beim Chausseebau in 30 bis 40 cm Tiefe mehrere, im Boden liegende Skelette gefunden worden. Größere Steinsetzungen fehlten. Die Toten scheinen aber von einer Steineinfassung umgeben gewesen zu sein. Über ihre Lagerung und Orientierung wurde nichts beobachtet. Bei einem Leichnam lagen zwei prachtvolle Feuersteindolche. Der Griff des einen war fein gekröselt, unten glatt, rhombisch, die Klinge war mit kleinen Parallelmuschelungen versehen. Er war grau und 25,5 cm lang. Die größte Breite des Blattes betrug etwa 4,0 cm. Die Breite des Griffs betrug unten 3,75 cm. Der zweite Dolch war einfacher und mit etwa 18,0 cm Länge, kürzer. In den angrenzenden „Basedower Wiesen“ wurde bereits 1896 bei der Torfgewinnung ein Dolch von 20 cm Länge gefunden, der dem zweiten gleicht. Die besser gearbeiteten Dolche und die Flachgräber ohne größere Steinsetzungen gehören in die Periode, die in Dänemark Dolchzeit (2350 bis 1700 v. Chr.) genannt wird.